# Agonita amoena
Agonita amoena es una especie de coleóptero de la familia Chrysomelidae.
Fue descrita científicamente por primera vez en 1908 por Péringuay.